# Clovelly

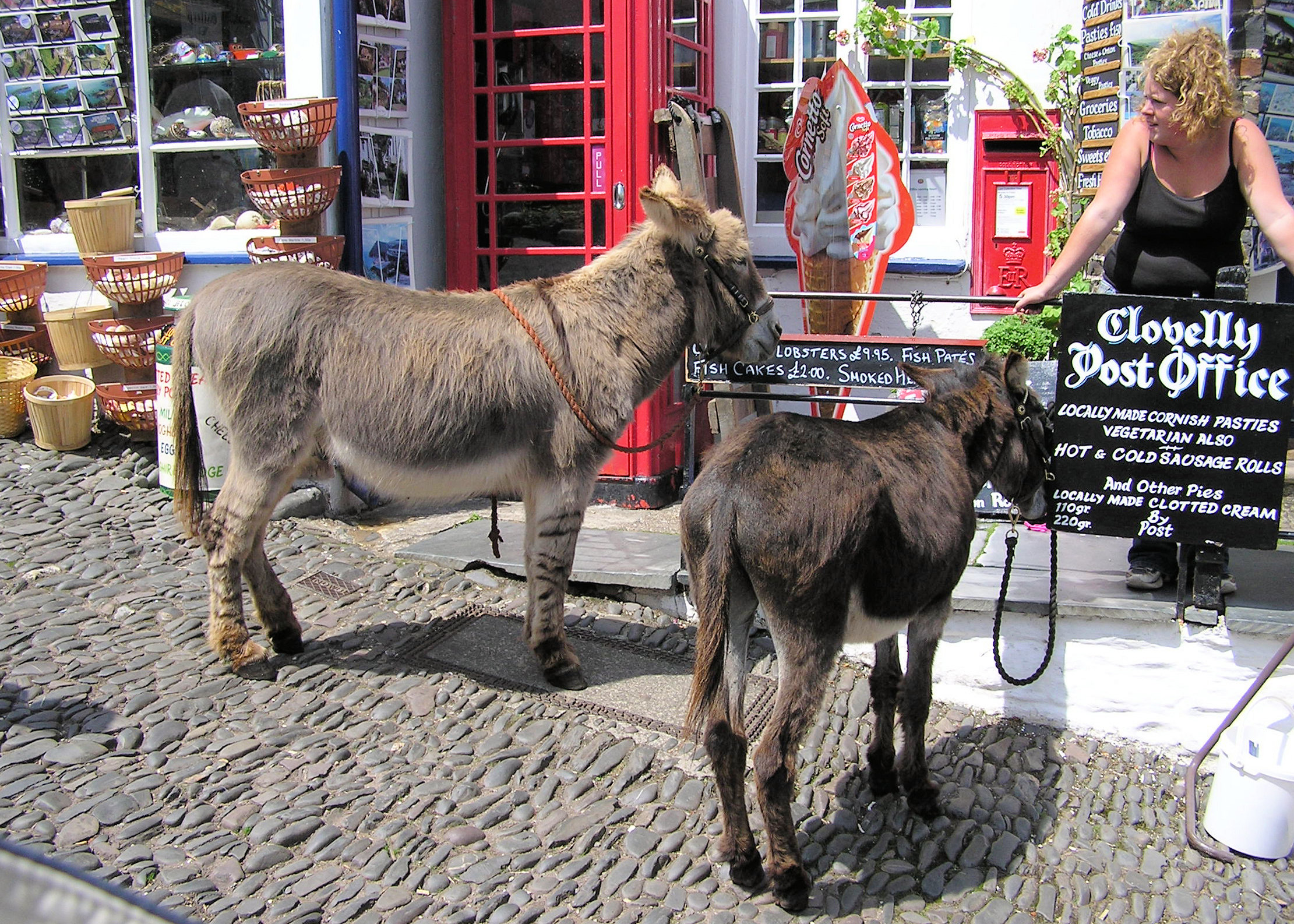
Asnos na rua principal do vilarejo, em frente à agência postal.

Clovelly é um vilarejo localizado na costa do distrito de Torridge, em Devon, Inglaterra. Fica cerca de vinte milhas à oeste de Bideford.
A localidade é uma grande atração turística da região, famosa por sua história e beleza. Em 2001 sua população era de 1.616 habitantes.
Este município pertence a uma única família que se tem esforçado em manter a sua personalidade histórica. Artesanato e desportos aquáticos predominam num cenário assente sobre um penhasco de 400 metros de altura. Clovelly não aceita veículos nas suas empinadas ruas cheias de calçada que se prolongam ate ao porto. Para o regresso (costa acima), é possível alugar os burros locais para facilitar a subida.